# Pendulbus
 Der er for få eller ingen kildehenvisninger i denne artikel, hvilket er et problem. Du kan hjælpe ved at angive troværdige kilder til de påstande, som fremføres i artiklen.

Pendulbusser var ekstra hurtige buslinjer, som kørte en kort rute mellem en station og en uddannelsesinstitution eller et industri- eller boligområde. Linjerne kørte kun på hverdage, og som regel kun i myldretiderne.
Københavns første pendulbuslinje var linje 590P mellem Lyngby Station og Danmarks Tekniske Universitet, som kørte første gang 25. september 1994.
Pendulbusserne var på stoppestederne kendetegnet ved grønne skilte og "P" i rutenummeret, mens selve busserne i modsætning til f.eks. A- og S-busserne var helt gule uden særlig markering.
Alle pendulbuslinjerne blev den 11. januar 2009 omdannet til ekspresbusser.

## Pendulbuslinjer
I hele konceptets levetid har der i alt eksisteret 17 forskellige pendulbuslinjer:
| Linje | Oprettet           | Nedlagt            | Ruteføring                                                                            | Bemærkninger |
| ----- | ------------------ | ------------------ | ------------------------------------------------------------------------------------- | --- |
| 529P  | 3. januar 2000     | 29. april 2000     | Vanløse st. − Lindevang st. − Solbjerg st.                                            | Om morgenen som nævnt, om eftermiddagen modsat. |
| 530P  | 24. september 1995 | 11. januar 2009    | Glostrup st. − Park Allé − Vallensbækvej − Kornmarksvej − Banemarksvej − Glostrup st. | Kun om morgenen. |
| 531P  | 24. september 1995 | 11. januar 2009    | Glostrup st. − Banemarksvej − Kornmarksvej − Vallensbækvej − Park Allé − Glostrup st. | Kun om eftermiddagen. |
| 534P  | 27. september 1998 | 20. oktober 2002   | Københavns Hovedbanegård − Artillerivej − Københavns Universitet Amager               | Om morgenen som nævnt, om eftermiddagen modsat. Pr. 30. maj 1999 forlænget i sløjfe til Sundholmsvej/Skotlands Plads (om morgenen mod uret, om eftermiddagen modsat).                               |
| 537P  | 28. september 1997 | 11. januar 2009    | Birkerød st. − Birkerød Parkvej − Blokken − Birkerød st.                              | Kun om eftermiddagen. |
| 538P  | 28. september 1997 | 11. januar 2009    | Birkerød st. − Blokken − Birkerød Parkvej − Birkerød st.                              | Kun om morgenen. |
| 539P  | 28. september 1997 | 11. januar 2009    | Valby st. − Center Syd − Avedøre Holme Øst − Center Syd                               | Om morgenen som nævnt, om eftermiddagen modsat. Nyt linjenummer for linje 122E pr. 28. september 1997. Pr. 10. november 1997 omlagt via Friheden st. Pr. 17. oktober 2004 afkortet til Friheden st. |
| 548P  | 27. september 1998 | 11. januar 2009    | Glostrup st. − Fabriksparken − Trippendalsvej − Glostrup st.                          | Kun om morgenen. |
| 549P  | 27. september 1998 | 11. januar 2009    | Glostrup st. − Trippendalsvej − Fabriksparken − Glostrup st.                          | Kun om eftermiddagen. |
| 551P  | 24. september 1995 | 28. september 1997 | Herlev st. − Københavns Teknikum − Klausdalsbrovej                                    | Om morgenen som nævnt, om eftermiddagen modsat. Fik pr. 28. september 1997 nyt linjenummer 155E. |
| 560P  | 2. juni 1996       | 26. maj 2002       | Roskilde st. − Maglegårdsvej − Køgevej − Roskilde st.                                 | Kun om morgenen. Ikke i skoleferier. |
| 561P  | 2. juni 1996       | 11. januar 2009    | Roskilde st. − Køgevej − Maglegårdsvej − Roskilde st.                                 | Frem til 26. maj 2002 kun om eftermiddagen. Ikke i skoleferier. |
| 575P  | 28. september 1997 | 11. januar 2009    | Hillerød st. − Milnersvej − Hillerød Handelsskole                                     | Ikke i skoleferier. |
| 585P  | 24. september 1995 | 11. januar 2009    | Allerød st. − Gydevang − Borupvang − Allerød st.                                      | Kun om morgenen. |
| 586P  | 24. september 1995 | 11. januar 2009    | Allerød st. − Borupvang − Gydevang − Allerød st.                                      | Kun om eftermiddagen. |
| 590P  | 25. september 1994 | 2. september 1996  | Lyngby st. − Lundtoftevej − DTU, Nordvej                                              | Ikke i skoleferier. |
| 590P  | 2. september 1996  | 11. januar 2009    | Lyngby st. − Lundtoftevej − DTU − Lyngbygårdsvej − Lyngby st.                         | Kun om morgenen. Ikke i skoleferier. |
| 591P  | 2. september 1996  | 11. januar 2009    | Lyngby st. − Lyngbygårdsvej − DTU − Lundtoftevej − Lyngby st.                         | Kun om eftermiddagen. Ikke i skoleferier. |